# Kuščarice
Kuščarice (znanstveno ime Lacertidae) živijo v Evropi, Aziji in Afriki. Imajo telo pokrito s številnimi ploščicami in luskami, vitko telo in dolge noge. V nevarnosti odvržejo rep. Vse kuščarice imajo na stegnih zadnjih nog femoralne pore (spremenjene kožne žleze).

## Opis
Posamezne vrste kuščaric imajo podobno obliko, vitko telo in dolg rep. Imajo raznolike vzorce in barve, celo v okviru iste vrste. Na glavah imajo večje ploščice, majhne in zrnate oblike na hrbtni strani, na trebušni strani pa pravokotne. Večina vrst je spolno dimorfnih, samci in samice imajo različne vzorce.
Večina vrst ima telo krajše od 9 cm (brez repa), čeprav največja živeča kuščarica Gallotia stehlini doseže 46 cm. Nekatere izumrle vrste so bile še večje. So večinoma žužkojedi. Izjema je Meroles anchietae, ki se prehranjuje s semeni kar je primerna hrana za kuščarja, ki živi v Namibijski puščavi. 

### Luske
Pri vseh kuščaricah so luske razporejene v vrstah ena ob drugi ali pa se prekrivajo kot strešniki. Na zgornji strani glave imajo vedno 16 ploščic. Po značilni legi teh ploščic se posamezne vrste kuščaric med seboj razlikujejo. Na trebušni strani trupa je razporejenih po 6 širokih ploščic v vsaki vrsti.

### Čutila
Kot vsi plazilci imajo kuščarice dobro razvite parne oči z vekami. Za glavo imajo teman okrogel bobnič, pod njim je srednje uho, skozi katerega je bobnič preko slušne koščice povezan z labirintom. Za vohanje imajo prav tako kot vsi ostali plazilci v bližini nosnic na trdem nebu pomožen Jacobsonov organ.

### Prebavila
Plazilci imajo raztegljiv želodec in je pri kuščaricah postavljen vzdolžno na os telesa. Imajo dobro razvita jetra in žlezo slinavko. Črevo se konča s kloako. Pri kačah in kuščarjih se sečnina meša z vsebino kloake, tako nastane smrdeča snov.

## Sistematika
- Poddružina Gallotiinae

| - Rod Gallotia | - Rod Psammodromus |

- Poddružina Lacertinae

| - Rod Acanthodactylus - Rod Adolfus - Rod Algyroides (gredljasta kuščarica) - Rod Anatololacerta - Rod Atlantolacerta - Rod Australolacerta - Rod Dalmatolacerta - Rod Darevskia - Rod Dinarolacerta - Rod Eremias - Rod Gastropholis - Rod Heliobolus - Rod Hellenolacerta - Rod Holaspis - Rod Iberolacerta - Rod Ichnotropis - Rod Iranolacerta | - Rod Lacerta (prava kuščarica) - Rod Latastia - Rod Meroles - Rod Mesalina - Rod Nucras - Rod Ophisops - Rod Parvilacerta - Rod Pedioplanis - Rod Philochortus - Rod Phoenicolacerta - Rod Podarcis (obročastorepa kuščarica) - Rod Poromera - Rod Pseuderemias - Rod Scapteira - Rod Takydromus - Rod Timon - Rod Tropidosaura - Rod Zootoca |  |